# Edward Dąbrowa
Edward Wojciech Dąbrowa, né le 1er avril 1949 à Miłków (Basses-Carpates), est un historien polonais.

## Biographie
En 1972, il est diplômé de la faculté de philosophie et d'histoire de l'université Jagellonne. En 1994, il obtient le titre de professeur. Il est spécialisé dans l'histoire militaire et l'histoire de la Rome antique et d'Israël.
Actuellement, il dirige le département d'histoire ancienne et l'Institut du judaïsme de la faculté d'histoire de l'université Jagellonne, et est le rédacteur en chef du magazine Scripta Judaica Cracoviensia.
Il est membre du Comité de philologie classique de l'Académie polonaise des arts et sciences (PAU), du Comité d'histoire et de culture juives de la PAU et de l'Institut néerlandais d'études avancées en sciences humaines et sociales. Il a été le promoteur de 10 thèses de doctorat. 

## Œuvres
- 1980 : L'Asie Mineure sous les Flaviens : recherches sur la politique provinciale
- 1983 : La politique de l'État parthe à l'égard de Rome - d'Artaban II à Vologèse I (ca 11-ca 79 de n.e.) et les facteurs qui la conditionnaient
- 1985 : Thracia
- 1988 : Gaugamela 331 p.n.e., seria Historyczne Bitwy
- 1993 : Legio X Fretensis : a prosopographical study of its officers (I-III c.A.D.)
- 1996 : Templum gentis Flaviae - pomnik polityki dynastycznej Domicjana
- 1998 :	The governors of Roman Syria from Augustus to Septimus Severus
- 2010 :The Hasmoneans and their state. A Study in History, and the Institutions (Presses de l'université Jagellonne)